# Elena Hight
Elena Hight (Princeville, 17 de agosto de 1989) es una deportista estadounidense que compitió en snowboard, especialista en la prueba de halfpipe.
Consiguió seis medallas en los X Games de Invierno. Participó en dos Juegos Olímpicos de Invierno, en los años 2006 y 2010, ocupando el sexto lugar en Turín 2006, en el halfpipe.

## Medallero internacional
| \| X Games de Invierno \| X Games de Invierno \| X Games de Invierno \| X Games de Invierno \| \| Año \| Lugar \| Medalla \| Prueba \| \| ------------------- \| ---------------------- \| ------------------- \| ------------------- \| \| 2007 \| Aspen (Estados Unidos) \| Medalla de bronce \| Superpipe \| \| 2011 \| Aspen (Estados Unidos) \| Medalla de bronce \| Superpipe \| \| 2012 \| Aspen (Estados Unidos) \| Medalla de plata \| Superpipe \| \| 2013 \| Aspen (Estados Unidos) \| Medalla de plata \| Superpipe \| \| 2013 \| Tignes (Francia) \| Medalla de plata \| Superpipe \| \| 2017 \| Aspen (Estados Unidos) \| Medalla de oro \| Superpipe \| |                        |                   |           |
| X Games de Invierno |                        |                   |           |
| Año | Lugar                  | Medalla           | Prueba    |
| 2007 | Aspen (Estados Unidos) | Medalla de bronce | Superpipe |
| 2011 | Aspen (Estados Unidos) | Medalla de bronce | Superpipe |
| 2012 | Aspen (Estados Unidos) | Medalla de plata  | Superpipe |
| 2013 | Aspen (Estados Unidos) | Medalla de plata  | Superpipe |
| 2013 | Tignes (Francia)       | Medalla de plata  | Superpipe |
| 2017 | Aspen (Estados Unidos) | Medalla de oro    | Superpipe |